# Zaireichthys dorae
Zaireichthys dorae е вид лъчеперка от семейство Amphiliidae.

## Разпространение
Този вид е разпространен в Ангола.

## Описание
На дължина достигат до 2,7 cm.